# Mises Institute
Viện Ludwig von Mises kinh tế học Áo hay Viện Mises (tiếng Anh: Mises Institute) là một viện chính sách phi lợi nhuận tại Hoa Kỳ.  Viện  được đặt tên theo nhà kinh tế học Ludwig von Mises (1881–1973) của trường phái Áo. Viện Mises do Lew Rockwell, Burton Blumert, và Murray Rothbard thành lập năm 1982, theo sau sự bất đồng giữa Viện Cato và Rothbard, một trong những người sáng lập Viện Cato. Viện Mises được Ron Paul đóng góp ngân sách.